# American Federation of Labor Building
El American Federation of Labor Building es un edificio de ladrillo y piedra caliza de siete pisos ubicado a lo largo de Massachusetts Avenue en Washington D. C. Completado en 1916, sirvió como sede de la Federación Estadounidense del Trabajo hasta 1955, cuando se fusionó con el Congreso de Organizaciones Industriales para formar la AFL-CIO. Siguió siendo una sede sindical hasta 2005, cuando se vendió a los desarrolladores del Washington Marriott Marquis. El exterior del edificio, el único elemento histórico que queda del edificio, ahora es parte de esa estructura. Fue declarado Monumento Histórico Nacional en 1974. Albergó a la Federación Estadounidense del Trabajo durante 40 años.

## Descripción e historia
La fachada del antiguo edificio de la Federación Estadounidense del Trabajo forma una esquina del enorme hotel Washington Marriott Marquis, ubicado en la esquina noroeste de Massachusetts Avenue y 9th Street NW. Tiene siete pisos de altura y fue construido en ladrillo con molduras de piedra caliza. Presenta cinco tramos, incluida su entrada principal original, a Massachusetts Avenue, y ocho tramos en 9th Street. La fachada frontal se caracteriza por cuatro pilares de ladrillo, que separan los huecos de las ventanas en un patrón 1-3-1. Entre las ventanas de cada grupo hay paneles decorativos de piedra caliza. El edificio está coronado por una cornisa saliente modillionada. La planta baja está revestida en piedra caliza.
El edificio se completó en 1916 con un diseño de Miburn, Heister & Company para la Federación Estadounidense del Trabajo, que estaba entonces en un punto alto en su poder e influencia. Samuel Gompers, líder de la organización, la caracterizó como un monumento al poder del trabajo, y su dedicación incluye un discurso del presidente Woodrow Wilson. La AFL continuó ocupando el edificio hasta 1955, cuando su fusión con el CIO generó la necesidad de espacio adicional para oficinas. El edificio fue luego comprado por Pipefitters Union, que lo utilizó como su sede. Durante su propiedad se modernizó el interior. El sindicato vendió el edificio en 2005 a los constructores del Washington Marriott Marquis, que sirve como hotel principal del Centro de Convenciones Walter E. Washington, que se encuentra cruzando la calle. Los espacios interiores del edificio AFL ahora albergan un salón, el gimnasio del hotel y cuatro suites de alta gama.